# Tezozomoctli (Cuauhtitlan)
Tezozomoctli, o Teçoçomoctli (Tlatelolco, ... – Atzompan, 1430), re dal 1418 al 1430), fu un tlatoani ("re") dell'altepetl precolombiano Nahua di Cuautitlán, in Messico centrale. Il suo palazzo si trovava a Huexocalco..

## Biografia
Tezozomoctli nacque nella città Mexica di Tlatelolco. Il padre era Tlacateotl, secondo tlatoani di Tlatelolco. La madre era Xiuhtomiyauhtzin, figlia del tlatoani di Coatl Ichan, Acolmiztli. Tezozomoctli prese probabilmente il nome dal bisnonno, il potente regnante di Azcapotzalco.
|                  |            |                    | Genitori    |  |  | Nonni           |  |  | Bisnonni            |  |
|                  |            |                    |             |  |  | Quaquapitzahuac |  |  | Huehue Tezozomoctli |  |
|                  |            |                    |             |  |  | Quaquapitzahuac |  |  | Huehue Tezozomoctli |  |
|                  |            | Tzihuacxochitzin   |             |  |  | Quaquapitzahuac |  |  |                     |  |
| Tlacateotl       |            |                    |             |  |  | Quaquapitzahuac |  |  |                     |  |
|                  |            | Chalchiuhxochitzin | Toteoci     |  |  |                 |  |  |                     |  |
|                  |            | Chalchiuhxochitzin | Toteoci     |  |  |                 |  |  |                     |  |
|                  |            | Chalchiuhxochitzin | Acxocuetzin |  |  |                 |  |  |                     |  |
| Tezozomoctli     |            | Chalchiuhxochitzin |             |  |  |                 |  |  |                     |  |
|                  | Acolmiztli | Tzompantzin        |             |  |  |                 |  |  |                     |  |
|                  | Acolmiztli | Tzompantzin        |             |  |  |                 |  |  |                     |  |
|                  | Acolmiztli | …                  |             |  |  |                 |  |  |                     |  |
| Xiuhtomiyauhtzin | Acolmiztli |                    |             |  |  |                 |  |  |                     |  |
|                  |            | …                  | …           |  |  |                 |  |  |                     |  |
|                  |            | …                  | …           |  |  |                 |  |  |                     |  |
|                  |            | …                  | …           |  |  |                 |  |  |                     |  |
|                  |            | …                  |             |  |  |                 |  |  |                     |  |

Nella guerra tepaneca dell'anno 3 Coniglio (1430), Cuauhtitlan fu attaccata e sconfitta dalle forze unite dei popoli che la circondavano. Dopo esserne stato informato nel suo ritiro di Cincoc Huehuetocan, Tezozomoctli andò ad Atzompan dove si suicidò per avvelenamento.